# Blok 70 (Nový Bělehrad)

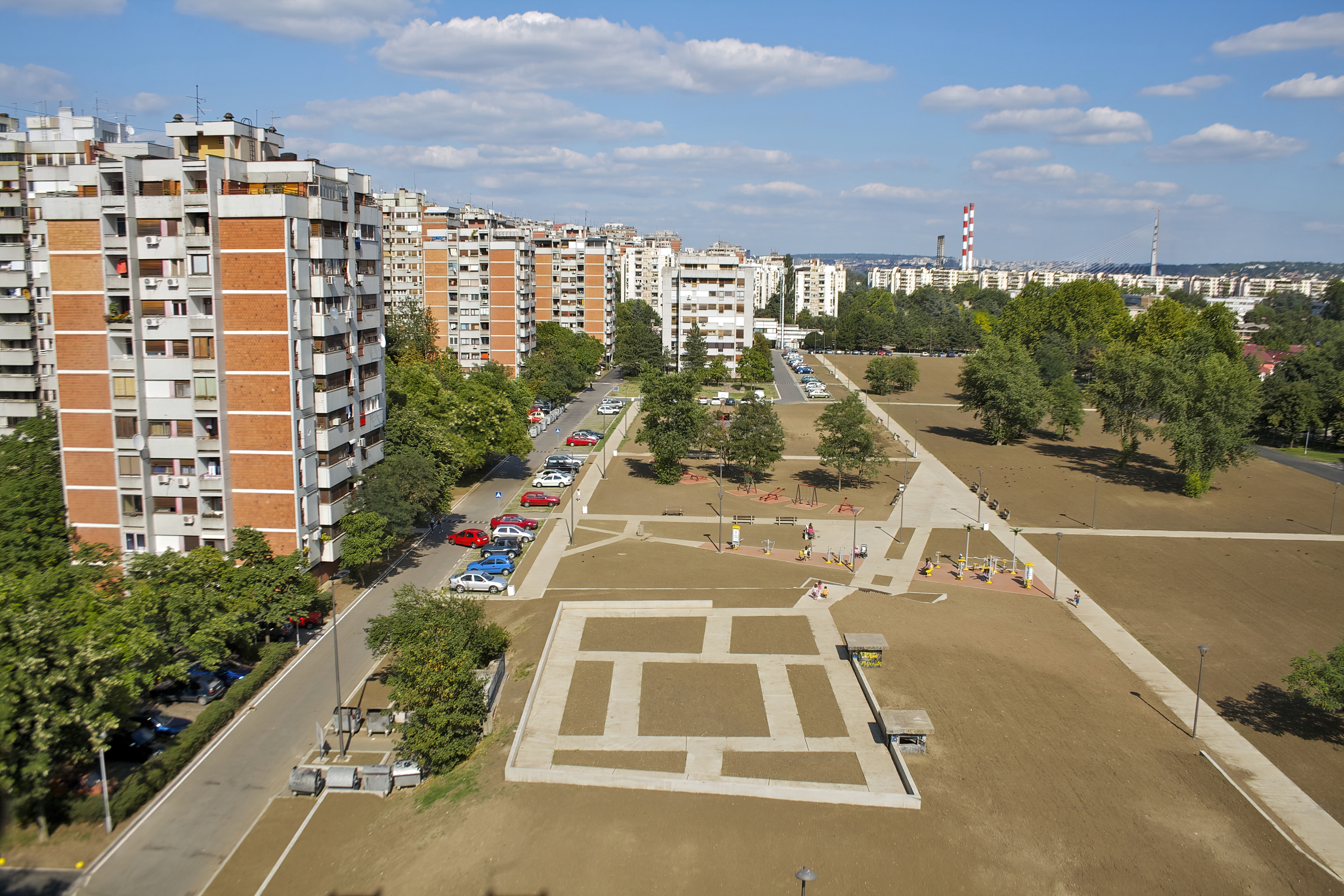
Domy bloku 70.

Blok 70 (v srbské cyrilici Блок 70) je jednou z částí sídliště Nový Bělehrad v západní části srbské metropole. Žije zde okolo deseti tisíc lidí a je jeden z největších na Novém Bělehradu.
Nachází se v jihozápadní části opštiny Nový Bělehrad, na levém břehu řeky Sávy, cca 7,7 km od centra města. Ohraničují jej ulice Gandijeva, Jurija Gagarina, Omladinskih brigada a řeka Sáva (z jihu). Z východní strany hraničí s blokem 70a, ze západní s blokem 44, ze severní s blokem 64. 
Blok byl budován v druhé polovině 60. let a v první polovině let sedmdesátých. V roce 1966 byl přijat urbanistický plán sídliště, který vypracovali architekti V. Gredelj a I. Tepeš. O rok později byla vypsána architektonická soutěž na podobu bloku. Stavební práce byly zahájeny v roce 1973 a trvaly dva roky. Tím se blok 70 stal nejrychleji vybudovaným sídlištěm na území tehdejší Jugoslávie.